# Fifth Street (Texas)
Fifth Street es un lugar designado por el censo ubicado en el condado de Fort Bend en el estado estadounidense de Texas. En el Censo de 2010 tenía una población de 2.486 habitantes y una densidad poblacional de 1.192,36 personas por km². Fifth Street se encuentra dentro del código postal 77477. Por lo tanto, los residentes de la calle Quinta tiene una dirección de Stafford, Texas.

## Geografía
Fifth Street se encuentra ubicado en las coordenadas 29°35′53″N 95°33′5″O / 29.59806, -95.55139. Según la Oficina del Censo de los Estados Unidos, Fifth Street tiene una superficie total de 2.08 km², de la cual 2.05 km² corresponden a tierra firme y (1.86%) 0.04 km² es agua.

## Demografía
Según el censo de 2010, había 2.486 personas residiendo en Fifth Street. La densidad de población era de 1.192,36 hab./km². De los 2.486 habitantes, Fifth Street estaba compuesto por el 58.49% blancos, el 2.21% eran afroamericanos, el 0.2% eran amerindios, el 0.16% eran asiáticos, el 0.04% eran isleños del Pacífico, el 36.89% eran de otras razas y el 2.01% pertenecían a dos o más razas. Del total de la población el 94.81% eran hispanos o latinos de cualquier raza.

## Educación

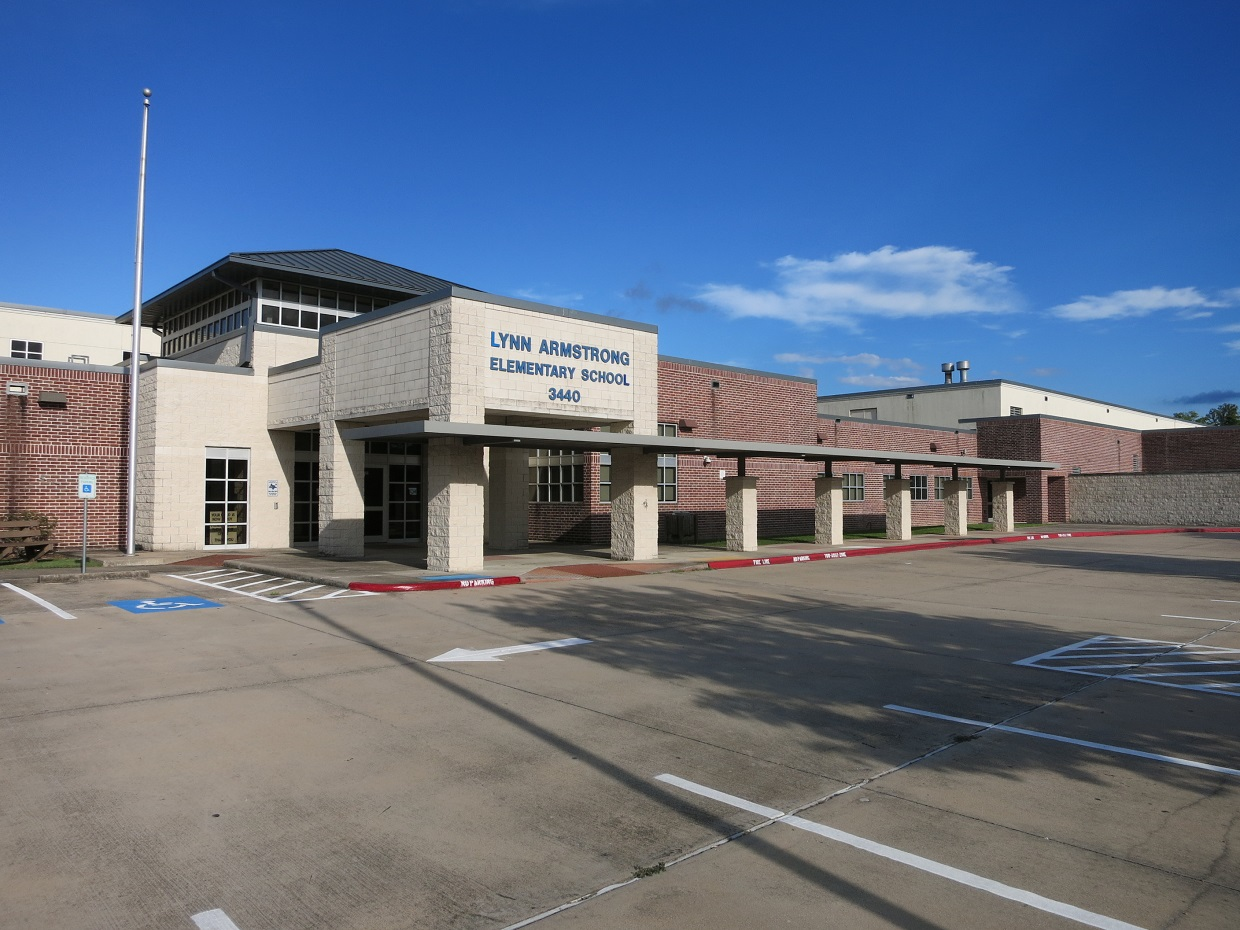
Escuela Primaria Lynn Armstrong en Fifth Street

El Distrito Escolar Independiente de Fort Bend gestiona las escuelas públicas que sirven a Fifth Street.